# Hydrillodes lophobus
Hydrillodes lophobus är en fjärilsart som beskrevs av Louis Beethoven Prout 1928. Hydrillodes lophobus ingår i släktet Hydrillodes och familjen nattflyn. Inga underarter finns listade i Catalogue of Life.